# Muscari vuralii
Muscari vuralii är en sparrisväxtart som beskrevs av Bagci och Dogu. Muscari vuralii ingår i släktet pärlhyacinter, och familjen sparrisväxter.
Artens utbredningsområde är Turkiet. Inga underarter finns listade i Catalogue of Life.